# Willi Hennig
Willi Hennig (ur. 20 kwietnia 1913 w Dürrhennersdorfie, zm. 5 listopada 1976 w Ludwigsburgu) – niemiecki entomolog. Twórca systematyki filogenetycznej, obecnie znanej jako kladystyka. Wpływ jego myśli na systematykę gatunków jest określany jako rewolucyjny. Specjalizował się w badaniach muchówek.

## Życiorys
Willi Hennig urodził się 20 kwietnia 1913 roku w Dürrhennersdorfie w Saksonii. Jego ojciec, Karl Ernst Emil Hennig (1873–1947), początkowo pracował jako robotnik na kolei, później awansował do administracji regionalnej kolei. Matka Williego Henniga, Marie Emma, była nieuznanym przez ojca dzieckiem służącego, cierpiącym z powodu wynikającego z tego społecznego napiętnowania. Dlatego też poświęciła wyjątkowo dużo energii, by zapewnić dobre wykształcenie swoim trzem synom – Emilowi Hansowi Williemu, Fritzowi Rudolfowi i Karlowi Herbertowi.
Marie Hennig szczególne nadzieje wiązała z najstarszym z nich – Willim. Uczęszczał on do miejscowej szkoły podstawowej, ponadto emerytowany lekarz uczył go języków angielskiego, francuskiego i łaciny. Jego inteligencję i pracowitość zauważono już w pierwszej klasie szkoły podstawowej. Uczył się na tyle dobrze, iż pozwolono mu przeskoczyć jedną klasę, gdy przeniósł się do gimnazjum realnego w Klotzsche koło Drezna.

### Studia i pierwsze publikacje
Hennig w młodym wieku zainteresował się systematyką biologiczną oraz zoologią i szybko posiadł dużą wiedzę w tych dziedzinach. W 1932 roku z bardzo dobrymi ocenami ukończył szkołę średnią i rozpoczął studia z zoologii, botaniki i geologii na Uniwersytecie w Lipsku. Ze względu na jego dużą wiedzę pozwolono mu korzystać z głównego laboratorium wydziału zoologii już na pierwszym roku studiów i nie musiał kończyć dwusemestrowego kursu. Hennig jeszcze przed rozpoczęciem studiów miał spore doświadczenie z systematyką entomologiczną.
Przez kilka lat, od około 1927 do 1932, mieszkał na pensji w domu jednego ze swoich nauczycieli, M. Rosta. Rost znał Wilhelma Meisego, wówczas pracującego w drezdeńskim muzeum historii naturalnej, i zapoznał go z Willim Hennigiem, gdyż Hennig chciał dowiedzieć się o zoologii, zwłaszcza systematyce, więcej, niż nauczyciele byli w stanie go nauczyć. Meise powierzył Hennigowi zadanie stworzenia alfabetycznego spisu ryb przechowywanych w Brytyjskim Muzeum Historii Naturalnej. Gdy spostrzegł jego talent i zapał, zachęcił go do podjęcia poważnych badań empirycznych. Sam interesował się szybującymi nieptasimi tetrapodami, dlatego nakłonił Henniga do badań nad szybującymi wężami i jaszczurkami. Hennig był zainteresowany gadami i ptakami już wcześniej, powracał do tej tematyki również w dużo późniejszych pracach. Współpraca Meisego i Henniga zaowocowała dwiema publikacjami o wężach, współtworzonymi przez obu naukowców (1932 i 1935), oraz rewizją rodzaju Draco, opublikowaną przez Henniga w 1936. Przebadane węże należały do rodzajów Dendrelaphis (wówczas znanego pod nazwą Dendrophis) i Chrysopelea. Zwierzęta należące do obu tych rodzajów mają spłaszczone ciała umożliwiające im lot ślizgowy z drzew. Gatunki z rodzaju Chrysopelea potrafią rozszerzać żebra po obu stronach tułowia, co pozwala im szybować na określone odległości. U agam Draco wydłużone żebra połączone skórą również tworzą rodzaj „skrzydeł”.
Prace napisane przez Henniga były zaskakująco dobre jak na jego wiek i są użyteczne do dziś. Wtedy Willi Hennig nauczył się radzić sobie z problemami nomenklatorycznymi, opisami taksonomicznymi i danymi zoogeograficznymi. W tych publikacjach Hennig i Meise stosowali tradycyjnie rozumianą systematykę, nie ma również dowodów, by rozróżniali cechy prymitywne i zaawansowane. Hennig odróżniał jednak genealogiczne pokrewieństwo taksonów od ich morfologicznego podobieństwa. Nie jest to jego autorski pomysł – prawdopodobnie zaczerpnął go z publikacji Adolfa Naefa, zwłaszcza wydanych w 1917 i 1919. Pierwsze oznaki myślenia o systematyce jako odzwierciedleniu filogenezy są zauważalne już w 1931 roku, gdy Hennig napisał esej (opublikowany dopiero w 1978), w którym krytykuje klasyfikowanie organizmów na podstawie podobieństw, podając kilka przykładów konwergencji (w szerszym rozumieniu, gdyż nie rozróżniał wówczas konwergencji i paralelizmu ewolucyjnego).
Wilhelm Meise twierdził, że kiedy poznał Williego Henniga, ten był już zainteresowany owadami, dlatego skierował go do Fritza Isidora van Emdena, który był wówczas kustoszem działu owadów. Hennig słyszał już o van Emdenie od swego nauczyciela M. Rosta i wkrótce zaczął regularnie się z nim spotykać. Prawdopodobnie pomiędzy 1932 a 1934 Fritz van Emden zachęcił Henniga, by ten rozpoczął prace nad rewizją systematyki muchówek z rodziny Tylidae. Hennig ukończył ją w 1934 roku i opublikował w dwóch częściach mających ponad 300 stron przed 1936. Zanim w 1936 roku, na Uniwersytecie w Lipsku, ukończył swoją pracę doktorską – promowaną przez Paula Buchnera – opublikował nie tylko prace dotyczące gadów oraz Tylidae, lecz również cztery krótsze publikacje o muchówkach. Fritz van Emden 30 września 1933 roku musiał opuścić muzeum ze względu na represje rasowe nazistowskiego rządu (wyemigrował do Holandii, a następnie do Wielkiej Brytanii) i w 1934 roku został zastąpiony na stanowisku kustosza działu owadów drezdeńskiego muzeum przez Klausa Günthera. Hennig i Günther zaprzyjaźnili się jeszcze przed wybuchem II wojny światowej.

### II wojna światowa i lata powojenne
Willi Hennig przeszedł szkolenie wojskowe od zimy 1938 roku do wiosny 1939 i powołano go do wojska wraz z początkiem wojny. Służył w piechocie na terenie Polski, Francji, Danii i Rosji, gdzie ciężko raniono go w 1942 roku. Był jednym z zaledwie pięciu żołnierzy z całej kompanii, którzy przeżyli oblężenie Stalingradu. Dochodził do zdrowia w kilku szpitalach polowych, a następnie na pół roku urlopowano go z wojska. Po tym czasie otrzymał instrukcje od Wojskowej Akademii Medycznej w Berlinie i został wysłany do służby zwalczającej malarię i inne epidemie w Grecji i północnych Włoszech, zwłaszcza w okolicach Wenecji.
W maju 1945 roku w Lignano został pojmany przez brytyjskich żołnierzy i do października przetrzymywano go jako jeńca wojennego. Po kilku tygodniach w obozie jenieckim Henniga przeniesiono do służby zajmującej się zwalczaniem malarii. W tym czasie stworzył manuskrypt pracy Grundzüge einer Theorie der Phylogenetischen Systematik. Napisał ją ołówkiem lub kredką we włoskim brulionie. Według Schlee Hennig ukończył manuskrypt w 1948 roku, podczas blokady Berlina. Krótkie fragmenty pracy opublikowano w 1947 i 1949. Stwierdził, że systematyka powinna odzwierciedlać filogenezę, a nie – jak powszechnie wówczas przyjmowano – morfologiczne podobieństwo. Wprowadził także terminy „apomorf” i „plezjomorf” odnoszące się do taksonów, a nie – jak przyjmie później – do cech. Wspomniał jednak, że w przypadku „krzyżowań specjalizacji” dotyczą one wyłącznie cech. Ze względu na niedobór papieru pełne wydanie pracy ukazało się w druku dopiero w 1950 roku. Poza środowiskami entomologicznymi stał się bardziej znany dopiero po ukazaniu się w 1966 roku angielskiego tłumaczenia jego drugiej książki – Phylogenetic Systematics.

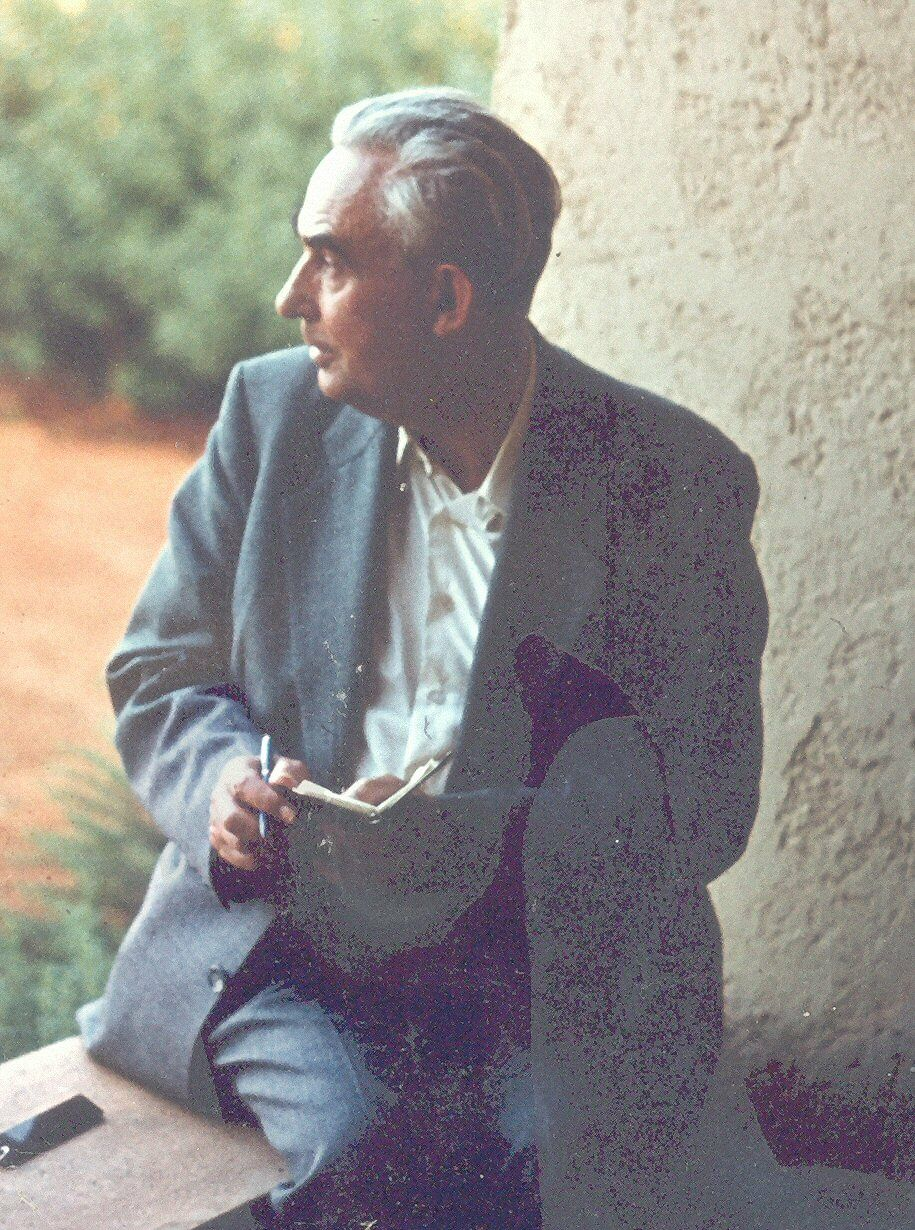
Willi Hennig około 1970 roku

Po wojnie Hennig został zatrudniony na Uniwersytecie w Lipsku, gdzie zastąpił profesora Friedricha Hempelmanna, a później profesora Paula Buchnera. 1 kwietnia 1947 roku zrzekł się tej posady, by móc powrócić do Niemieckiego Instytutu Entomologicznego w Berlinie Wschodnim. W listopadzie 1949 roku został wicedyrektorem instytutu oraz szefem wydziału systematyki entomologicznej. 1 sierpnia 1950 roku uzyskał habilitację z zoologii w Brandenburgische Landeshochschule w Poczdamie, a 10 października 1951 roku został profesorem tej uczelni.
Hennig mieszkał w Berlinie Zachodnim i pracował w Niemieckim Instytucie Entomologicznym do powstania Muru Berlińskiego 13 sierpnia 1961 roku. Był krytycznie nastawiony zarówno wobec rządu nazistowskiego, jak i komunistycznego. Tajne służby NRD w 1961 roku planowały akcję mającą skutkować uwięzieniem Henniga.
Z przyczyn osobistych i politycznych Hennig nie chciał przenieść się do komunistycznego Berlina Wschodniego, dlatego przyjął posadę profesora nadzwyczajnego Uniwersytetu Technicznego w Berlinie. Wkrótce potem zaproponowano mu stanowisko szefa wydziału badań filogenetycznych w Miejskim Muzeum Historii Naturalnej w Stuttgarcie, otwartym ad personam. Siedziba wydziału znajdowała się w Ludwigsburgu, 15 km na północ od Stuttgartu. Hennig przyjął ofertę i pracował w Ludwigsburgu do 5 listopada 1976 roku, kiedy w nocy zmarł na zawał serca w wieku 63 lat.
Pochowano go w Tybindze, gdzie był profesorem honorowym. Zostawił żonę Irmę i trzech synów. Po jego śmierci nekrologi i wspomnienia o nim opublikowali m.in.: Peter Ax, George Byers, Donald Colless i Dieter Schlee. Pełną listę prac Williego Henniga opublikował anonimowo w 1978 roku jego syn Wolfgang.

## Dorobek naukowy

### Paleoentomologia
Pierwsze prace o pozostałościach owadów uwięzionych w bursztynie Willi Hennig opublikował w latach 1938–1939 i od tej pory chciał dokładniej zbadać te skamieniałości. Po wyjeździe z Berlina w 1963 roku, odcięty od berlińskich bibliotek i kolekcji, postanowił powrócić do badania wymarłych owadów. Dowiedział się, że zbiór skamieniałości z Królewca przeniesiono do Getyngi. Profesorowie Adolf Seilacher i Otto Walliser pomagali Hennigowi w poszukiwaniu okazów, a także udostępnili je do badań. W latach 1964–1972 Hennig opublikował siedemnaście prac na temat różnych grup muchówek z bałtyckiego bursztynu.
W poszukiwaniu bursztynu do badań dotarł do libańskiego bursztynu, wówczas wciąż uważanego za niezawierający skamieniałości. Dzięki współpracy Wydziału Badań Filogenetycznych oraz Instytutu Geologiczno-Paleontologicznego w Tybindze Hennig zgromadził największą kolekcję skamieniałości uwięzionych w dolnokredowym bursztynie – wówczas najstarszym znanym geologicznie zawierającym skamieniałości. O owadach z libańskiego bursztynu Hennig opublikował kolejne trzy prace.
W 1969 roku ukazała się książka Henniga Die Stammesgeschichte der Insekten, próbująca podsumować całą ówczesną wiedzę o filogenezie owadów. W 1981 roku została przetłumaczona na język angielski i opublikowana pod tytułem Insect Phylogeny. Hennig był jednym z nielicznych paleoentomologów zajmujących się pokrewieństwem owadów na poziomie ponadgatunkowym, gdyż paleoentomologia – w przeciwieństwie do większości innych działów paleontologii – opiera się głównie na opisie odnalezionych skamieniałości. Hennig nie lekceważył znaczenia skamieniałości dla rekonstruowania powiązań filogenetycznych pomiędzy taksonami.

### Systematyka filogenetyczna
Najbardziej znanym osiągnięciem Henniga jest stworzenie „systematyki filogenetycznej”. Hennig twierdził, że systematyka powinna uwzględniać filogenezę organizmów, z czym nie zgadzała się większość ówczesnych systematyków. Utrzymywał, że hierarchiczna klasyfikacja tworzona przez naukowców jest adekwatna, jednak jej użyteczność wzrasta tylko wówczas, gdy poprawnie odzwierciedla filogenezę. Systematyka filogenetyczna była początkowo przewidziana jako zasady i metody, którymi rekonstruuje się przebieg filogenezy i przekształca go w hierarchiczną klasyfikację.
Wydanie książki Grundzüge einer Theorie der Phylogenetischen Systematik w 1950 roku pozostało praktycznie niezauważone w społeczności naukowej poza kręgami entomologicznymi. Wówczas pojęcia „apomorficzny” i „plezjomorficzny” wciąż służyły do określania taksonów, dopiero w 1952 roku przypisano je do cech, tym samym umożliwiając po raz pierwszy zrekonstruowanie powiązań filogenetycznych. Hennig stał się bardziej znany dopiero po ukazaniu się w 1966 roku angielskiego tłumaczenia jego drugiej książki, nieopublikowanej w swoim oryginalnym języku aż do 1982 roku.
W 1950 roku Hennig przedefiniował termin „monofiletyzm”, używany wówczas dla wszystkich taksonów niepolifiletycznych – według tego typu definicji takson monofiletyczny mógłby obejmować wspólnego przodka i nie wszystkich jego potomków, natomiast w definicji Henniga musi obejmować zarówno wspólnego przodka, jak i wszystkich jego potomków. Termin „parafiletyzm” na określenie taksonu, do którego należy przodek i nie wszyscy jego potomkowie, Hennig wykorzystał po raz pierwszy w publikacji z 1965 roku. Były to rewolucyjne zmiany, dlatego Hennig narażał się na ataki ze strony większości systematyków. W środowisku naukowym dużym echem odbiła się polemika Henniga z biologiem ewolucyjnym Ernstem Mayrem. Ten ostatni skrytykował koncepcje Henniga, a jego stwierdzenie, że ptaki i krokodyle są w rzeczywistości grupami siostrzanymi, nazwał „absurdem”, mimo iż nie negował, że cechy wspólne ptaków i krokodyli są synapomorfiami. To wówczas Mayr ukuł termin „kladystyka” (ang. cladistics), który powszechnie przyjął się na określenie „systematyki filogenetycznej”.
Niektórzy badacze sugerowali, że kluczowe elementy systematyki filogenetycznej Henniga są takie same jak w mało znanej publikacji włoskiego biologa Daniele Rosy z 1918 roku dotyczącej teorii hologenezy. Hennig znał książkę Rosy o „progresywnej redukcji zmienności” i cytował jej niemieckie tłumaczenie w swoich książkach z 1950 i 1966 roku, jednak nie zacytował jego pracy z 1918 roku. Kilka lat po wojnie, lecz przed rokiem 1950, Hennig odwiedził we Florencji Giuseppe Colosiego – byłego studenta Rosy – i być może przeczytał tam książkę o hologenezie. Była ona jednak bardzo trudno dostępna (nie znajdowała się w żadnej bibliotece uniwersyteckiej w Niemczech, aż do lat 90. nie posiadało jej również Muzeum Historii Naturalnej w Londynie). Hennig podstawowe założenia systematyki filogenetycznej spisał jako jeniec wojenny w 1945 roku, na kilka lat przed wizytą we Florencji, w związku z czym, nawet jeśli przeczytał pracę Rosy o hologenezie – co zdaniem Michaela Schmitta jest bardzo mało prawdopodobne – przypuszczalnie nie wpłynęła ona na jego teorie.
Współczesna, w dużej mierze skomputeryzowana kladystyka zdecydowanie różni się od oryginalnej koncepcji „systematyki filogenetycznej” Henniga, jednak jego wpływ na systematykę biologiczną był bardzo istotny. Od czasów Linneusza nie było jednej osoby, która zmieniłaby systematykę w stopniu większym niż Hennig.

## Nagrody i wyróżnienia
Willi Hennig był laureatem wielu prestiżowych wyróżnień. W 1953 roku otrzymał Medal Fabriciusa, przyznany mu przez Niemieckie Towarzystwo Entomologiczne. W 1955 został członkiem stowarzyszonym Fińskiego Towarzystwa Entomologicznego w Helsinkach, w 1959 członkiem Niemieckiej Akademii Przyrodników Leopoldina w Halle, a w 1963 roku członkiem stowarzyszonym American Entomological Society w Filadelfii. W 1968 otrzymał doktorat honoris causa wydziału matematyki i nauk przyrodniczych Wolnego Uniwersytetu Berlina – eulogię wręczył mu wówczas jego przyjaciel Klaus Günther. W 1972 roku został członkiem zagranicznym Królewskiej Szwedzkiej Akademii Nauk. W 1974 roku otrzymał Złoty Medal Linnean Society of London, a rok później Złoty Medal Amerykańskiego Muzeum Historii Naturalnej – odebrał go w Stuttgarcie z rąk dyrektora muzeum, Thomasa D. Nicholsona. W 1976 roku Hennig został honorowym członkiem Society of Systematic Zoology.
W 1980 roku założono Willi Hennig Society – stowarzyszenie organizujące coroczne spotkania dotyczące systematyki biologicznej, filogenetyki i biogeografii. Od 1985 roku wydaje czasopismo naukowe „Cladistics”. Nazwisko Henniga pojawia się w tytule co najmniej kilkudziesięciu publikacji naukowych z różnych dziedzin biologii. Niekiedy Hennigowi poświęcano całe wydania poszczególnych czasopism. Porównywano go m.in. z Karolem Darwinem, Ernstem Mayrem, George’em Gaylordem Simpsonem, Augustem Weismannem, a nawet Pablem Picassem.

## Publikacje
- Wilhelm Meise, Willi Hennig. Die Schlangengattung Dendrophis. „Zoologischer Anzeiger”. 99, s. 273–292, 1932.
- Willi Hennig. Revision der Tyliden (Dipt., Acalypt.) I. Teil: Die Taeniapterinae Amerikas. „Stettiner Entomologische Zeitung”. 95, s. 6–108, 294–330, 1934.
- Willi Hennig. Revision der Tyliden (Dipt., Acalypt.) I. Teil: Die Taeniapterinae Amerikas. „Stettiner Entomologische Zeitung”. 96, s. 27–67, 1935.
- Willi Hennig. Revision der Tyliden (Dipt., Acalypt.) II. Teil: Die außeramerikanischen Taeniapterinae, die Trepidariinae und Tylinae. „Konowia”. 14, s. 68–92, 192–216, 289–310, 1935.
- Wilhelm Meise, Willi Hennig. Zur Kenntnis von Dendrophis und Chrysopelea. „Zoologischer Anzeiger”. 109, s. 138–150, 1935.
- Willi Hennig. Revision der Tyliden (Dipt., Acalypt.) II. Teil: Die außeramerikanischen Taeniapterinae, die Trepidariinae und Tylinae. „Konowia”. 15, s. 129–144, 201–239, 1936.
- Willi Hennig. Revision der Gattung Draco (Agamidae). „Temminckia”. 1, s. 153–220, 1936.
- Willi Hennig. Über einige Gesetzmäßigkeiten der geographischen Variation in der Reptiliengattung Draco L.: „parallele” und „konvergente” Rassenbildung. „Biologisches Zentralblatt”. 56, s. 549–559, 1936.
- Willi Hennig. Beziehungen zwischen geographischer Verbreitung und systematischer Gliederung bei einigen Dipterenfamilien: ein Beitrag zum Problem der Gliederung systematischer Kategorien höherer Ordnung. „Zoologischer Anzeiger”. 116, s. 161–175, 1936.
- Willi Hennig. Probleme der biologischen Systematik. „Forschungen und Fortschritte”. 21/23, s. 276–279, 1947.
- Willi Hennig. Zur Klärung einiger Begriffe der phylogenetischen Systematik. „Forschungen und Fortschritte”. 25, s. 136–138, 1949.
- Willi Hennig: Grundzüge einer Theorie der Phylogenetischen Systematik. Berlin: Deutscher Zentralverlag, 1950. Brak numerów stron w książce
- Willi Hennig. F.I. van Emden †. „Zoologischer Anzeiger”. Suppl. 23, s. 528–529, 1960.
- Willi Hennig. Phylogenetic systematics. „Annual Review of Entomology”. 10 (1), s. 97–116, 1965. DOI: 10.1146/annurev.en.10.010165.000525.
- Willi Hennig: Phylogenetic Systematics. Chicago: University of Illinois Press, 1966. Brak numerów stron w książce
- Willi Hennig: Die Stammesgeschichte der Insekten. Frankfurt nad Menem: Paul Kramer, 1969. Brak numerów stron w książce
- Willi Hennig. „Cladistic analysis or cladistic classification?”: A reply to Ernst Mayr. „Systematic Zoology”. 24 (2), s. 244–256, 1975.
- Willi Hennig. Klaus Günther 7.10.1907 bis 1.8.1975. „Verhandlungen der Deutschen Zoologischen Gesellschaft”. 1976, s. 297–298, 1976.
- Dieter Schlee, Willi Hennig. Abriss der phylogenetischen Systematik. „Stuttgarter Beiträge zur Naturkunde, Serie A, Biologie”. 319, s. 1–11, 1978.
- Willi Hennig: Stammesgeschichte der Chordaten. „Fortschr. zool. Syst. Evolutionsforsch”. 2: 1–108. (1983). Paul Parey. Brak numerów stron w książce
- Willi Hennig: Aufgaben und Probleme stammesgeschichtlicher Forschung. Berlin – Hamburg: Paul Parey, 1984. Brak numerów stron w książce